# Суходоліна
Суходоліна (пол. Suchodolina) — село в Польщі, у гміні Домброва-Білостоцька Сокульського повіту Підляського воєводства.
Населення — 88 осіб (2011).
У 1975-1998 роках село належало до Білостоцького воєводства.

## Демографія
Демографічна структура станом на 31 березня 2011 року:
|          | Загалом | Допрацездатний вік | Працездатний вік | Постпрацездатний вік |
| -------- | ------- | ------------------ | ---------------- | -------------------- |
| Чоловіки | 41      | 8                  | 32               | 1                    |
| Жінки    | 47      | 4                  | 27               | 16                   |
| Разом    | 88      | 12                 | 59               | 17                   |